# Kłobuczyno
Kłobuczyno, dodatkowa nazwa w j. kaszubskim Kłobùczëno, (niem. Klobschin) – wieś kaszubska w Polsce położona w województwie pomorskim, w powiecie kościerskim, w gminie Kościerzyna, przy drodze krajowej nr 20 Stargard – Szczecinek – Gdynia, na terenie Pojezierza Kaszubskiego u podnóży Wzgórz Szymbarskich i ich najwyższej kulminacji Wieżycy (328 m n.p.m.). Jest to najdalej na północ wysunięty zakątek gminy Kościerzyna (włączony do powiatu kościerskiego z powiatu kartuskiego w 1973 roku), a zarazem najwyżej położona wieś powiatu kościerskiego (252 m n.p.m.).
W latach 1975–1998 miejscowość administracyjnie należała do województwa gdańskiego.

## Charakterystyka miejscowości
Kłobuczyno jest jednym z 35 sołectw gminy, zajmuje obszar o powierzchni 1395,49 ha, a w jego skład wchodzi jedynie miejscowość Kłobuczyno. Ponad połowę powierzchni sołectwa stanowią użytki rolne, a ponad 1/3 stanowią lasy. Znajduje się tu punkt przedszkolny, które kiedyś było szkołą podstawową oraz zakład przerobu betonu i materiałów budowlanych, który wybudowano w 1965 roku na bazie byłej Rolniczej Spółdzielni Produkcyjnej. Krajobraz sołectwa tworzą pagórkowate połacie z obszarami leśnymi. Kłobuczyno jest wsią rolniczą. Rolnicy gospodarują głównie na gruntach kl. V i VI, zaliczanych do kompleksów żytnich słabych i bardzo słabych. Struktura wiekowa odznacza się przewagą ludności w wieku produkcyjnym. Na terenie wsi znajdują się 64 gospodarstwa rolne o małej powierzchni gospodarstw i znacznych deniwelacjach użytkowanych areałów.

## Historia miejscowości
Pierwsze wzmianki o miejscowości pochodzą z XIII wieku. Kłobuczyno jest jedną z najstarszych miejscowości w rejonie kościerskim. Zaludnione już było w czasach prehistorycznych, o czym świadczą odnalezione tutaj zabytki archeologiczne, należące do tzw. kultury wschodniopomorskiej. Pierwsza bezpośrednia informacja źródłowa o tej osadzie zawarta jest w dokumencie księcia pomorskiego Sambora I, wystawionym w Słupsku w 1184 roku. 
Pierwotna osada leżała nieco na zachód od dzisiejszej.
Podczas wojny trzynastoletniej (1454-1466) Polski z zakonem krzyżackim wieś została spustoszona i pozostawała opuszczona przez półtora wieku. W 1605 r właściciel wsi Maciej Knibawski sprowadził z Brandenburgii i Pomorza Zachodniego 20 rodzin niemieckich ewangelików. Osadnicy otrzymali dziesięcioletnie zwolnienie z wszelkich opłat. Sołtys Peter Guss, otrzymał w użytkowanie 5 włók ziemi (ponad 80 ha), gburzy i karczmarz po 3 włóki, a przybyły z nimi pastor luterański 2 włóki.
Około 1880 r. wieś składała się z wolnego sołectwa, 25 zagród gburskich i 21 zagrodników, zamieszkałych w 56 domach.
Na koniec 1892 r. mieszkało we wsi 71 Kaszubów (60 katolików i 11 ewangelików) oraz 463 Niemców (3 katolików i 460 ewangelików).
W latach II wojny światowej Niemcy, w ramach systemowych zmian nazewniczych, odeszli od historycznej nazwy z czasów pruskich Klobschin, z wyraźnie słyszalnym słowiańskim rdzeniem, na rzecz ahistorycznej Burchardsdorf. 
Po zakończeniu II wojny światowej w 1945 r. dominująca do tego czasu w miejscowości ludność niemiecka została wysiedlona, a jej miejsce zajęła w głównej mierze ludność kaszubska z okolicznych wsi.

## Kultura
Życie kulturalne koncentruje się wokół jednostki Ochotniczej Straży Pożarnej, która jest organizatorem imprez artystycznych, rozrywkowych, turystycznych i promocyjnych (rocznice, akademie, imprezy okolicznościowe).